# Tricyphona formosana
Tricyphona formosana är en tvåvingeart som beskrevs av Alexander 1920. Tricyphona formosana ingår i släktet Tricyphona och familjen hårögonharkrankar.
Artens utbredningsområde är Taiwan. Inga underarter finns listade i Catalogue of Life.